# 自然拼读
自然拼读也稱為自然拼音，字母拼讀及自然發音，是一种用于教導閱讀及寫作使用全音素文字撰寫之語言的教学方法，其語言包含使用拉丁字母(如法語及英語)、基里爾字母(如俄語)、希臘字母、韩文字母、蒙古字母等等。它通过提高学生的音素意识—听到、识别和操作音素的能力—教会他们对应发音和表示发音的拼写模式（字位）。
自然拼读的目的是在讓讀者可以根據拼寫及聲音的規則，將英文單字念出來。其拼寫及聲音的規則是在單字的字母和字母之間的，因此是一種次词汇（sublexical）的教學方法，和全語言教育以單字為基礎一層一層往上，教授閱讀的方式恰好相反。
在各全音素文字語言裡，實際口語使用時，字母和發音之間的關係時常會有不符合基础语音教学法規則，因此有些教學方式也會將一些常見，不一定符合規則的字列出（sight word），直接記憶其發音，讓學習者利用基础语音教学法及sight word一起學習。
在二十世紀以來，自然拼读廣為用在英語國家的初級教育及識字教育中。综合拼读（synthetic phonics）是現在英國和加拿大受認可，教導閱讀的方法。